# خشكنودهان بايين (مقاطعة فومن)
خشكنودهان بايين (بالفارسية: خشکنودهان پایین) هي قرية تقع في غيلان في إيران. يقدر عدد سكانها بـ 1,243 نسمة .